# Келермес
Келерме́с (адыг. Къэлэрмэз) — река в Республике Адыгея. Протекает по территории Майкопского и Гиагинского районов.

## Характеристики
Река имеет родниковое происхождение и берёт своё начало в лесном урочище Келермес, чуть западнее хутора Красная Улька чуть выше посёлка Лесной и принимая другие родниковые ручьи, далее течёт на север. Впадает в реку Гиага, в центре станицы Келермесская. Длина реки составляет 12 км, с общей водосборной площадью в 104 км².

## Этимология
Название реки происходит из лесного урочища Келермес (адыг. Къэлэрмэз), где она берёт своё начало. Название переводится с адыгейского языка как — черемшиный лес, где къэлэр — «черемша» и мэз — «лес».

## Данные водного реестра
По данным государственного водного реестра России относится к Кубанскому бассейновому округу, водохозяйственный участок реки — Белая. Речной бассейн реки — Кубань.
Код объекта в государственном водном реестре — 06020000912108100004262.